# 코먼 캐리어
코먼 캐리어(Common carrier)는 영미법 국가에서(일부 민법 시스템의 퍼블릭 캐리어(public carrier)에 해당하며 일반적으로 간단히 캐리어(carrier)라고 함)은 개인이나 회사를 위해 재화나 사람을 운송하고 운송 중 상품의 손실 가능성에 대해 책임을 지는 개인 또는 회사이다. 코먼 캐리어는 규제 기관이 제공하는 허가 또는 권한에 따라 일반 대중에게 서비스를 제공하며, 일반적으로 해당 기관을 만든 법률에 따라 "부처 권한(ministerial authority)"이 부여된다. 규제 기관은 법률 적용 범위 내에서 활동하는 한 독립성과 최종성을 가지고 운송업체(사법심사 대상)에 대한 규정을 작성, 해석 및 집행할 수 있다.
코먼 캐리어는 특정 수의 고객에게만 상품을 운송하고 다른 사람의 상품 운송을 거부할 수 있는 운송업체인 콘트랙트 캐리어(contract carrier)와 구별된다. 기간통신사업자는 "공중의 편의와 필요성"을 위해 (공중의 이익에 대한 공정성을 요구하는 규제기관의 준사법적 역할 요구를 충족시키기 위해) 차별 없이 일반 대중에게 서비스를 제공하려고 노력한다. 코먼 캐리어는 권한이 부여된 서비스를 제공하는 데 "적합하고, 의지가 있고, 능력이 있음"을 규제 기관에 추가로 입증해야 한다. 코먼 캐리어는 일반적으로 규제 기관의 승인에 따라 정의되고 공표된 경로, 시간 일정 및 요금표에 따라 사람이나 물품을 운송한다. 공공 항공사, 철도, 버스 노선, 택시 회사, 전화 회사, 인터넷 서비스 제공업체, 유람선, 자동차 운송업체(예: 운하 운영 회사, 트럭 운송 회사) 및 기타 화물 회사가 일반적으로 코먼 캐리어로 운영된다. 미국법에 따르면 해상 화물운송업체는 코먼 캐리어 역할을 할 수 없다.
코먼 캐리어이라는 용어는 관습법 용어이며 민법 시스템에 정확히 상응하는 용어가 없기 때문에 유럽 대륙에서는 거의 사용되지 않는다. 유럽 대륙에서는 코먼 캐리어와 기능적으로 동등한 것을 퍼블릭 캐리어(public carrier) 또는 간단히 캐리어(carrier)라고 한다.

## 같이 보기
- 연방 통신 위원회
- 망 중립성